# Hiperrealidad
Hiperrealidad es un concepto trabajado en el campo de la  semiótica y la filosofía postmoderna. Generalmente se utiliza para designar  la incapacidad de la conciencia de distinguir la realidad de la fantasía, especialmente en las culturas posmodernas tecnológicamente avanzadas. 
Es un medio para describir la forma en que la conciencia define lo que es considerado "real" en un mundo donde los medios de comunicación pueden modelar y filtrar de manera radical la manera en que percibimos un acontecimiento o experiencia. Entre los expertos más famosos en hiperrealidad se incluyen Jean Baudrillard, Daniel J. Boorstin y Umberto Eco.
En otras palabras: La hiperrealidad es el producto de la cultura que ve los símbolos y otros signos como la única realidad experienciable. Esa cultura se llama posmoderna y esa época se llama Posmodernidad. Es la época en que vivimos a partir de los años 50 (esta fecha es una convención) y está relacionada directamente con el boom consumista y la sociedad del bienestar.
La mayoría de los aspectos de la hiperrealidad pueden pensarse como "experimentar la realidad a través de la ayuda de otro", en tanto que ese "otro" es algo ajeno que me suplanta o me suple. Por ejemplo, un consumidor de videojuegos puede empezar a experimentar su propio simulacro virtual practicando la inmersión en un mundo irreal creado por la computadora, y aunque esto no es un retrato fiel de lo que es la vida, para este consumidor la trascendencia de lo que verdaderamente es la vida deja de presentarse realmente. Algunos casos son más simples: por ejemplo, en el contexto de la cultura estadounidense, la imagen de la letra "M" de McDonald's crea para el consumidor la "ilusión" de un mundo que promete cantidades infinitas de idéntica comida, cuando "en realidad" la "M" no representa nada, y la comida que se produce no es ni idéntica ni infinita.

## Introducción
La hiperrealidad es un síntoma de la cultura postmoderna. No se puede decir de la hiperrealidad que "exista" o "no exista". Simplemente es una forma de describir la información a la que la conciencia se ve expuesta.
Se puede pensar en la mayoría de los aspectos de la hiperrealidad como "realidad a través de intermediarios". En particular, Baudrillard sugiere que el mundo en el que vivimos ha sido reemplazado por un mundo copiado, donde buscamos nada más que estímulos simulados.
Baudrillard toma de Borges el ejemplo de una sociedad cuyos cartógrafos crean un mapa tan detallado, que se mimetiza con las mismas cosas que representa. Cuando el imperio decae, el mapa se pierde en el paisaje y ya no existe ni la representación ni lo que queda de lo real – sólo lo hiperreal.
La concepción de hiperrealidad de Baudrillard fue marcadamente influenciada por la fenomenología, la semiótica y Marshall McLuhan.

## El nacimiento de una hiperrealidad
Los bienes de consumo tienen un Valor de signo, es decir que indican algo sobre su poseedor en el contexto de un sistema social (véase Baudrillard). Por ejemplo: un rico tiene un Mercedes Benz para indicar su estatus de rico.
Fundamentalmente, el valor de signo no tiene un significado o un valor intrínsecos, más allá de los acuerdos hechos en torno a los bienes. A medida que los valores de signo se multiplican, la interacción social se basa cada vez más en objetos sin un significado inherente. Por ende, la realidad se vuelve cada vez menos importante a medida que el valor de signo toma precedencia.
Si se depositan granos de arena en una mesa, en cierto momento los granos pueden ser vistos como un solo montón de arena. Similarmente, en un momento dado cuando el valor de signo se torna más y más complejo, la realidad se desplaza hacia la hiperrealidad.

## Creador del término hiperrealidad Jean Baudrillard
Fue un sociólogo y crítico de la sociedad de consumo, nació en Reims Francia en 1929. Fundó la revista “Utopía” junto con el filósofo Roland Barthes, además de ser un buen filósofo, fue uno de los mayores críticos políticos, se consideraba a sí mismo como una persona desilusionista, aunque creía en el resurgimiento del ser humano. Baudrillard, el creador de la definición de la hiperrealidad, menciona que “El hombre en la Postmodernidad vive en un mundo paralelo en el que los avances tecnológicos se han encargado de que los humanos se refugien en la ficción.”

## El significado de la hiperrealidad
La hiperrealidad es significativa como un paradigma que explica la condición cultural estadounidense. El consumismo, por su dependencia del valor de signo, es el factor contribuyente para la creación de la hiperrealidad. Ésta engaña a la conciencia hacia el desprendimiento de cualquier compromiso emocional verdadero, optando en cambio por la simulación artificial, e interminables reproducciones de apariencia fundamentalmente vacía. Esencialmente, la satisfacción y la felicidad se encuentran a través de la simulación e imitación de lo real, más que a través de la realidad misma.
La interacción en un lugar hiperreal como un casino de Las Vegas brinda la sensación de estar atravesando un mundo de fantasía, donde todos contribuyen a la ilusión. La decoración no es auténtica, todo es una copia, y la experiencia en su conjunto se siente como un sueño. Lo que no es un sueño, por supuesto, es que el casino se queda con el dinero, y uno es más propenso a entregar ese dinero si uno no se da cuenta de lo que verdaderamente está pasando. En otras palabras, aunque intelectualmente uno entienda el funcionamiento de un casino, la propia conciencia cree que apostar dinero en el casino es parte del mundo "irreal". El interés de los decoradores es enfatizar la apariencia de fachada del conjunto, para aparentar que toda la experiencia es irreal.
Nota: Muchos filósofos postmodernos, incluyendo a Baudrillard, no hablan de hiperrealidad en términos de una dicotomía sujeto/objeto.

## La expansión de la hiperrealidad
Con el desarrollo de Internet y las nuevas tecnologías se pueden crear, casi literalmente, nuevos mundos de los que, en cierto sentido, se puede decir que no necesitan de la materia prima del mundo real para existir e interactuar.

## Definiciones de hiperrealidad
- "La simulación de algo que en realidad nunca existió." (Jean Baudrillard)
- "La falsedad auténtica." (Umberto Eco)

## Ejemplos de hiperrealidad
Entre los ejemplos más importantes que podemos encontrar están los siguientes: 
- Las Armas de Destrucción Masiva de Saddam Hussein.
- El arte de las civilizaciones antiguas. Por ejemplo, consideramos como canon de belleza el mármol desnudo, pero muchas esculturas griegas son copias romanas en mármol, ya que los griegos usaban el bronce y pintaban las figuras y los templos (Policromía).
- La foto de una modelo que se retoca con ayuda de una computadora antes de publicarla en una revista (y la consiguiente proliferación de sujetos empíricos que, influenciados por los medios de comunicación de masas, pretenden parecerse a la hiperrealidad de la belleza retocada).
- La fotografía en HDR.
- El cine en general, especialmente el pornográfico.
- Un jardín muy bien cuidado (la hiperrealidad en la naturaleza).
- Un árbol de Navidad con mejor apariencia que cualquier árbol real.
- Conjuntos arquitectónicos temáticos tales como parques temáticos y casinos (como Las Vegas).
- Las relaciones amorosas creadas y mantenidas exclusivamente a través de Internet.
- Un juego, real o no, en el cual el jugador olvida temporalmente la diferencia entre el juego y la realidad.
- Los estantes ordenados y pulcros en los hipermercados dan sensación de "infinito stock" (ej: los reponedores colocarán de nuevo las latas de refrescos "en orden", aunque el consumidor retire una de la primera fila)
- Las redes sociales como Facebook en las que mostramos tan solo una vertiente de nosotros mismos y además es una vertiente adulterada. Al igual que la fotografía HDR que muestra colores y luces que no vemos en la realidad, a través de las redes sociales solo observamos aspectos parciales, artificialmente mejorados de las personas.

Un ejemplo que nos remite a la hiperrealidad es la holofonía, es decir el sonido en 3D. Estos sonidos que escuchamos nos trasportan a un lugar como si realmente estuviéramos ahí, así se crea la ilusión de: una barbería, una peluquería, espacios abiertos con juegos artificiales, un manicomio, etc. Es tan real la atmósfera (clímax) creada por los sonidos, que el receptor siente como si estuviera presente en el momento en el que se lo escucha. Además esta experiencia transmite los diferentes tipos de sensaciones intensas (miedo, alegría, desconcierto, tranquilidad, entre otras) que podrías sentir en la realidad. Y por ende pensamos a raíz de este ejemplo que la hiperrealidad es un "artificio", una "simulación".

## Hiperrealidad y posthumanismo
La definición del posthumanismo es un pensamiento el cual se basa en una crítica a los sistemas anteriormente establecidos, por lo que la hiperrealidad se define como el escape a todos estos sistemas por medio de una fantasía la cual se puede convertir en un estilo de vida, llevando a las personas a una especie de Utopía en la que cualquier deseo se puede cumplir si es así como se desea. Se puede definir como este paso en el que la tecnología se apodera de una realidad en la que distintos problemas de la sociedad se eliminan.